# Pempelliella ornatella
Pempelliella ornatella là một loài bướm đêm thuộc họ Pyralidae. Nó được tìm thấy ở hầu hết châu Âu, phía đông đến Ural, Xibia, miền trung Yakutia và Kyrghyzstan.
Sải cánh dài 23–27 mm. Con trưởng thành bay từ giữa tháng 6 đến tháng 8 làm một đợt.
The larvae live in a web near the roots của Thymus species.

## Phụ loài
- Pempelliella ornatella ornatella
- Pempelliella ornatella gigantella